# Milton H. Greene

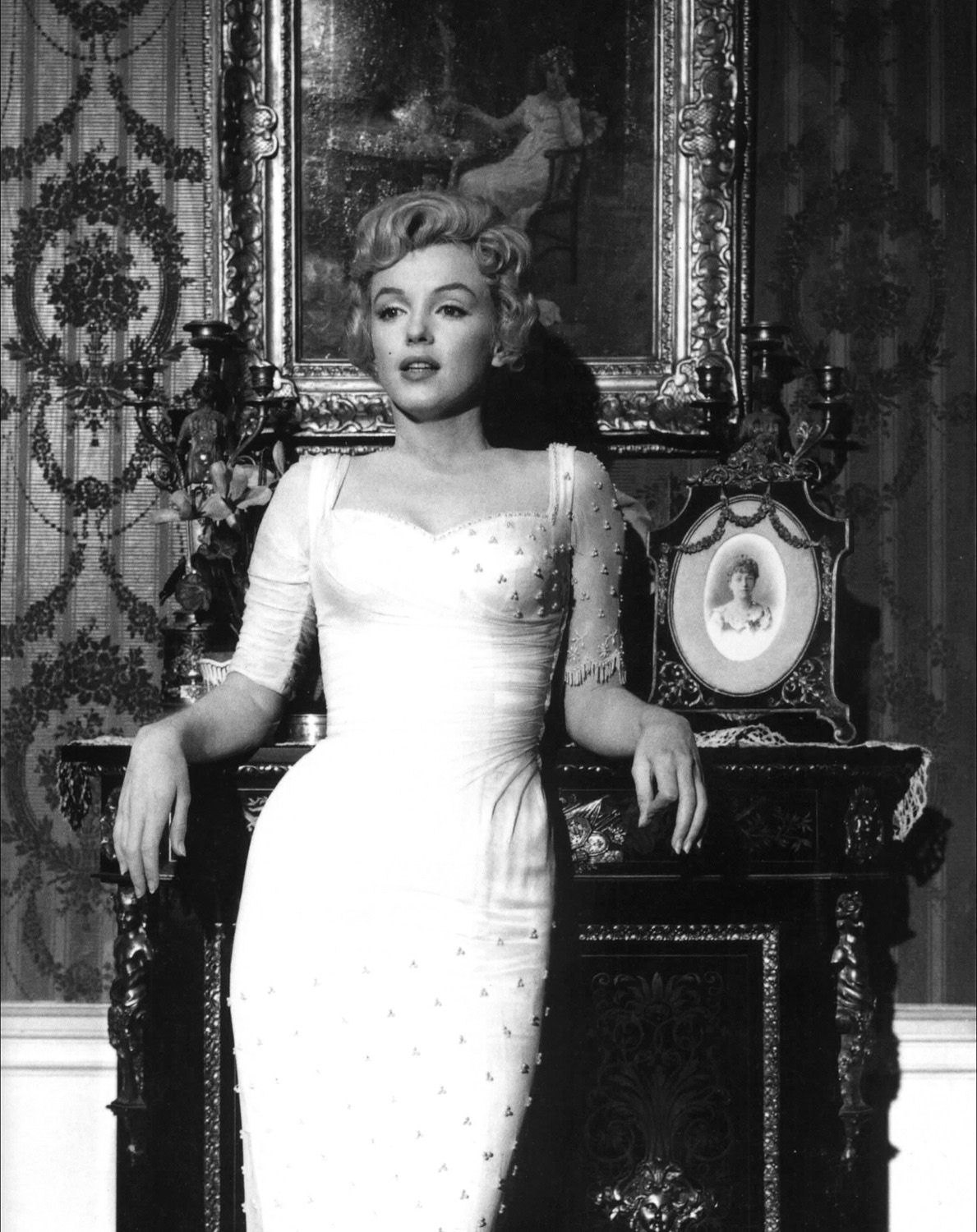
Marilyn Monroe ve filmu The Prince and the Showgirl

Milton H. Greene (14. března 1922, New York – 8. srpna 1985, Los Angeles) byl americký módní a portrétní fotograf celebrit a filmový a televizní producent, nejznámější díky fotografování Marilyn Monroe.

## Životopis
Greene se narodil jako Milton H. Greengold do židovské rodiny v New Yorku 14. března 1922. Jako teenager se začal zajímat o fotografii a začal fotografovat ve čtrnácti letech. Získal stipendium na Pratt Institute, ale místo toho se rozhodl věnovat se fotografování. Učil se u fotoreportéra Elliota Elisofena a později pracoval jako asistent fotografky Louise Dahl-Wolfe. Greene se pak začal věnovat vlastní kariéře a ve třiadvaceti letech se stal známý pod přezdívkou „Color Photography's Wonder Boy“.

## Kariéra
Greene se původně etabloval ve špičkové módní fotografii ve 40. a 50. letech. Jeho módní záběry se objevily v Harper's Bazaar a Vogue. Greene se pak začal věnovat portrétům celebrit. Fotografoval mnoho významných osobností v 50. a 60. letech, včetně Elizabeth Taylorová, Frank Sinatra, Audrey Hepburnová, Grace Kellyová, Ava Gardner, Sammy Davis mladší, Catherine Deneuve, Marlene Dietrichová nebo Judy Garlandová.
Greeneova spolupráce s Marilyn Monroe (kterou nejprve fotografoval pro Look v roce 1953) změnila průběh jeho kariéry. Oba navázali přátelství a když Monroe opustila Los Angeles, aby studovala herectví u Lee Strasbergera v New Yorku, zůstala u Greene, jeho manželky Amy a mladého syna Joshua v Connecticutu. Monroe spolu s Greenem založili Marilyn Monroe Productions, produkční společnost na výrobu filmů, čímž se stala průkopnicí ve snaze získat kontrolu nad její kariérou. Snažila se být nezávislá na hollywoodských studiích, která jí vždy nabízela podřadné role ve slabých filmech.
Greene pokračoval v produkci filmů Bus Stop (1956) a The Prince and the Showgirl (1957). Oba také spolupracovali na přibližně 53 fotografických sezeních, z nichž některé byly dobře známé, včetně „The Black Sitting“. Greeneovu fotografii z jednoho takového sezení v roce 1954 představující Monroe v baletním tutu vybral magazín Time Life jako jednu ze tří nejpopulárnějších fotografií 20. století. Přátelství Monroe a Greene skončilo po produkci The Prince and the Showgirl v roce 1957 a Monroe Greena vyhodila.

## Osobní život
Greeneovo první manželství bylo s jeho dětskou láskou Evelyn Franklinovou v roce 1942. Rozvedli se v roce 1949. Jeho druhou manželkou byla modelka Amy Franco (narozená roku 1929 na Kubě), se kterou se oženil v roce 1953. Měli dva syny, Joshua a Anthony. Zůstali ženatí až do Greeneovy smrti v roce 1985.

## Smrt
Dne 8. srpna 1985 Greene umřel na lymfom v nemocnici v Los Angeles ve věku 63 let. Jeho popel rozptýlila jeho rodina v Tichém oceánu.

## Publikace
- But That's Another Story – A Photographic Retrospective of His Life's Work by Amy & Joshua Greene
- Of Women and Their Elegance – spolupráce: Norman Mailer, Simon & Schuster
- Marilyn Monroe – A Biography by Norman Mailer, Grosset & Dunlop, Inc.
- The Nude in Photography – Arthur Goldsmith; Ridge Press
- The Look Book – Leo Rosten and Harry N. Abrams
- The Image Makers – Sixty Years of Hollywood Glamour; McGraw Hill
- U.S. Camera – U.S. Camera Publishing
- 20,000 Years of Fashion – Harry Abrams
- My Story – Marilyn Monroe; Stein & Day
- The Marcel Marceau Counting Book – Double Day & Co
- Life Goes to the Movies – Time-Life Books
- The Best of Life – Time-Life Books
- Life in Camelot; The Kennedy Years – Time-Life Books
- The First Fifty Years of Life – Time-Life Books
- Milton's Marilyn by James Kotsilibas-Davis and Joshua Greene
- My Story: The Autobiography of Marilyn Monroe

## V populární kultuře
Anglický herec Dominic Cooper vylíčil Greenea ve filmu Můj týden s Marilyn v roce 2011.